# Hydnangium densum
Hydnangium densum är en svampart som beskrevs av Rodway 1920. Hydnangium densum ingår i släktet Hydnangium och familjen Hydnangiaceae.   Inga underarter finns listade i Catalogue of Life.